# Magyar kiejtés
A magyar kiejtés a magyar nyelv irodalmi kiejtése.[forrás?]
A régi magyar írás a latin betűs írásbeliségből fejlődött ki, tulajdonképpen a latin írásba tartozó régi magyar helyesírásról beszélhetünk. Különösen fontos volt a középkori magyar királyok udvarában kialakult ún. kancelláriai helyesírás. Eleinte több helyi változata is kialakult, és szabályait következetlenül alkalmazták. A könyvnyomtatással azonban elkezdődött az egységesülése, ami 1832-re fejeződött be. A mai magyar helyesírást a Magyar Tudományos Akadémia szabályozza.
A magyar nyelv írása leginkább fonémikus, ami azt jelenti, hogy egy betűhöz általában egy kiejtés tartozik, és viszont, egy kiejtett hang leírására egy betűt vagy betűkombinációt használunk. Ez alól persze vannak kivételek, de nem nagy számban.

## A magánhangzók
|            | Elöl képzett kerekítetlen | Elöl képzett kerekített | Hátul képzett |
| ---------- | ------------------------- | ----------------------- | ------------- |
| Zárt       | [i] [iː]                  | [y] [yː]                | [u] [uː]      |
| Középzárt  | [eː]                      | [ø] [øː]                | [o] [oː]      |
| Középnyílt | [ɛ]                       |                         |               |
| Nyílt      | [aː]                      |                         | [ɑ]           |

Megjegyzések
- Minden hangnak van rövid (a, e, i, o, ö, u, ü) és hosszú (á, é, í, ó, ő, ú, ű) változata, mely utóbbiakat éles ékezettel jelöljük. Az i–í, o–ó, ö–ő, u–ú, ü–ű esetében ez ténylegesen csak hosszúsági különbséget jelent, míg az a–á párosban a képzés helye, míg az e–é párosban a nyíltság is különböző. Egyes nyelvjárásokban megtalálható az a [ɒ] és az e [ɛ] hosszú változata is, melyeket gyakran ā-val [ɒː] és ē-vel [ɛː] jelölnek: arra [ˈɒrːɒ] – āra [ˈɒːrɒ] és erre [ˈɛrːɛ] – ēre [ˈɛːrɛ]. Ugyanígy megtalálható az é [eː] hang rövid változata ([e]) is a nyelvjárásokban – lásd a következőpontot. Egyesek használják az á [aː] hang rövid változatát is egyes – általában idegen eredetű – szavakban, azonban ez egyeseknek „hiperkorrekt” lehet, és kerülendőnek tartják, pl. a hardver szó az irodalmi kiejtés szerint [ˈhɒrdvɛr], míg egyeseknél ez [ˈhardvɛr] lesz.
- Az e betű allofónja lehet az [e] hang, amit esetenként ë-vel jelölhetnek, de semmi esetre sem a hivatalos helyesírás szerint. Ezt a hangot nem mindenki használja, de egyes beszélőknél jelentés-megkülönböztető szerepe is lehet, pl. a mentek szó esetében négyféle kiejtési variánsa más-más jelentéssel bír ezeknél a beszélőknél: mëntëk [ˈmentek] (’ti haladtok valamerre’), mëntek [ˈmentɛk] (’ők haladtak valamerre’), mentëk [ˈmɛntek] (’én megszabadítok valamit’), és mentek [ˈmɛntɛk] (’ők mentesek’). A negyedik variáns népnyelvi alak, a többi megtalálható az irodalmi nyelvben is, természetesen nyílt [ɛ]-vel ejtve.
- Két egyforma magánhangzó egymás mellé kerülése esetén általában csak egy hosszú hangot ejtünk: zoológia [ˈzo.oloːɡiɒ] → [ˈzoːloːɡiɒ]. Szó végén viszont csak egy egyszerű hang marad: Hawaii [ˈhɒvɒi]. Ez utóbbit a származást jelölő -i toldalék esetében a helyesírás is egyszerűsíti: Lenti → lenti (’Lentiből származó’).
- Ha két magánhangzó közül az egyik i, sokan egy rövid  [j] hanggal kötik össze a kettőt: fiaiéi [ˈfiɒieːi] → [ˈfij̆ɒj̆ij̆eːj̆i].
- Megjegyzendő, hogy ragozás szempontjából az e, é, ö, ő, ü, ű betűkkel jelölt hangok mind magas hangrendűek, az a, á, o, ó, u, ú betűkkel jelölt hangok mélyek, míg az i, í vegyes, mivel utána állhat magas és mély hangrendű toldalék is. Ezt egyesek azzal magyarázzák, hogy régen – az e-hez hasonlóan – kétféle i létezett a magyarban, egy mély és egy magas hangrendű. Ezek az idők során összeolvadtak a mai i-be, de nyelvtani szempontból megtartották ezt a különbséget, pl. nyíl → nyíllal, de hír → hírrel.

## A mássalhangzók
| IPA szerint                                      | Ajakhang (Bilabiális) | Ajak-foghang (Labiodentális) | Fogmederhang (Alveoláris) | Fogmederentúli-hang (Posztalveoláris) | Elő-szájpadláshang (Palatális) | Utó-szájpadláshang (Veláris) | Gégehang (Glottális) |
| ------------------------------------------------ | --------------------- | ---------------------------- | ------------------------- | ------------------------------------- | ------------------------------ | ---------------------------- | -------------------- |
| Zárhang (Plozíva)                                | [p] [b]               |                              | [t] [d]                   | [t] [d]                               | [c] [ɟ]                        | [k] [g]                      |                      |
| Orrhang (Nazális)                                | [m]                   |                              | [n]                       | [n]                                   | [ɲ]                            | [ŋ]                          |                      |
| Pergőhang (Trilláris)                            |                       |                              | [r]                       | [r]                                   |                                |                              |                      |
| Réshang (Frikatíva)                              |                       | [f] [v]                      | [s] [z]                   | [ʃ] [ʒ]                               |                                |                              | [h]                  |
| Zár-réshang (Affrikáta)                          |                       |                              | [t͡s] [d͡z]                 | [t͡ʃ] [d͡ʒ]                             |                                |                              |                      |
| Közelítőhang (Approximáns)                       |                       |                              |                           |                                       | [j]                            |                              |                      |
| Nyelvoldali-közelítőhang (Laterális approximáns) |                       |                              | [l]                       | [l]                                   |                                |                              |                      |

Megjegyzések:
- A kettőzött mássalhangzókat hosszan ejtjük: bb [bː]. Összetett betűknél csak az első betűrész kettőződik: ccs [t͡ʃː]. Ez alól kivétel, ha a hosszú mássalhangzó egy másik mássalhangzó mellett áll: folttal [foltɒl], varrtam [vɒrtɒm]. Régies helyesírású nevekben előfordul hosszan írt mássalhangzó, amit azonban röviden ejtünk, pl. Dessewffy [ˈdɛʒøːfi]}.
- Egyes nyelvészek szerint (pl. Szende Tamás) a gy-vel és ty-vel jelölt hangok nem zárhangok ([ɟ] és [c] hanem zár-réshangok ([ɟ͡ʝ] és [c͡ç]).
- A magyar nyelv az idegen nevek, szavak esetében nem tartja meg az eredeti kiejtést, hanem megpróbálja azt a legközelebbi magyar hanggal helyettesíteni, pl. Washington nem [ˈwɔʃɪŋtn̩] lesz, hanem [ˈvɒʃiŋgton].

## Az egyes betűk kiejtése
A következő táblázatban a fent említett kiejtési és a nyelvjárási variációkat nem tüntetjük fel.
| Betű | Helyzete                                            | Kiejtése   | Kiejtési példák                                                              | Megjegyzés |
| ---- | --------------------------------------------------- | ---------- | ---------------------------------------------------------------------------- | --- |
| A    |                                                     | [ɒ]        | apa [ˈɒpɒ], csata [ˈt͡ʃɒtɒ]                                                   | Az a betűhöz tartozó alsó nyelvállású veláris labiális magánhangzó fonémát az IPA rendszerben Szende [ɒ]-val jelöli, míg Gósy [ɔ]-val. Gósy szerint az a betű jelölheti a köznyelvben is egyes szavakban ritkán megjelenő [a] hangot, pl. advent [ˈadvɛnt], hardver [ˈhardver]. Nyelvjárásokon kívül egyedül a betű nevében ejtjük hosszan: a [ɒː]. |
| Á    |                                                     | [aː]       | vár [vaːr], sátor [ˈʃaːtor]                                                  | (Nem az a hosszú párja, hanem attól eltérő fonéma.) Gósy szerint az á betű jelölheti a köznyelvben is egyes szavakban ritkán megjelenő [a] hangot, pl. Svájc [ʃvajt͡s], ádvent [ˈadvɛnt]. |
| B    |                                                     | [b]        | bab [bɒb], liba [ˈlibɒ]                                                      | |
| C    |                                                     | [t͡s]       | cár [t͡saːr], barack [ˈbɒrɒt͡sk]                                               | Idegen eredetű nevekben általában megtartja eredeti kiejtését, pl. Marcus [ˈmarkus], Bocelli [ˈbot͡ʃɛlːi] |
| Ch   | magas hangrendű szavakban                           | [ç]        | technika [ˈtɛçnika]                                                          | A ch betűkapcsolat nem része az ábécének, de elég sok meghonosodott szóban megtalálható. |
| Ch   | más esetben                                         | [x]        | achát [ˈɒxaːt]                                                               | A ch betűkapcsolat nem része az ábécének, de elég sok meghonosodott szóban megtalálható. |
| Cs   |                                                     | [t͡ʃ]       | csere [ˈt͡ʃɛrɛ], lecsó [ˈlɛt͡ʃoː], bölcs [bølt͡ʃ]                               | |
| D    |                                                     | [d]        | dada [ˈdɒdɒ], kád [kaːd]                                                     | |
| Dz   |                                                     | [d͡z]       | brindza [ˈbrind͡zɒ], dzéta [ˈd͡zeːta]                                          | A következő szavakban a dz betű hosszú ejtést jelöl: bodza [ˈbod͡zːɒ], madzag [ˈmɒd͡zːɒg], edz [ɛd͡zː], pedz [pɛd͡zː], valamint a „-dzik” igevégződésben, pl. sarjadzik [ˈʃɒrjɒd͡zːik]. |
| Dzs  |                                                     | [d͡ʒ]       | dzsinn d͡ʒinː], tinédzser [ˈtineːd͡ʒɛr], lándzsa [ˈlaːd͡ʒɒ], bandzsa [ˈbɒnd͡ʒɒ]  | A következő szavakban a dzs betű hosszú ejtést jelöl: menedzser [ˈmɛnɛd͡ʒːɛr], bridzs [brid͡ʒː], bridzsel [ˈbrid͡ʒːɛl], maharadzsa [ˈmɒhɒrɒd͡ʒːɒ], lodzsa [ˈlod͡ʒːɒ], rádzsa [ˈraːd͡ʒːɒ], hodzsa [ˈhod͡ʒːɒ], dodzsem [ˈdod͡ʒːɛm], tádzsik [ˈtaːd͡ʒːik], Tádzsikisztán [ˈtaːd͡ʒːikistaːn], Kudzsiri-havasok [ˈkud͡ʒːiri ˈhɒvɒʃok].                              |
| E    |                                                     | [ɛ]        | eszik [ˈɛsik], lesz [lɛs], csirke [ˈt͡ʃirkɛ]                                  | Az e betű [e]-ként való ejtéséről – amit egyes forrásokban ë-vel jelölnek – lásd a megjegyzéseket a magánhangzóknál! Nyelvjárásokon kívül egyedül a betű nevében ejtjük hosszan: e [ɛː]. |
| É    |                                                     | [eː]       | él [eːl], fék [feːk], belé [ˈbɛleː]                                          | (Nem az e hosszú párja, hanem attól eltérő fonéma.) |
| F    |                                                     | [f]        | f ázik [ˈfaːzik], kefél [ˈkɛfeːl], paff [pɒfː]                               | |
| G    |                                                     | [g]        | guba [ˈɡubɒ], rege [ˈrɛɡɛ], vég [veːɡ]                                       | |
| Gy   |                                                     | [ɟ]        | gyár [ɟaːr], egye [ˈɛɟɛ], vagy [vɒɟ]                                         | Kiejtése alapján a *dy kapcsolat helyesebb lenne a [ɟ] hang jelölésére, de valószínűleg olasz hatásra a ma használatos gy kapcsolat terjedt el. |
| H    | szó végén                                           | [x]        | doh [dox], MÉH [meːx]                                                        | A következő szavakban szó végén nem ejtjük: céh [t͡seː], cseh [t͡ʃɛ], düh [dy], Enéh (női név) [ˈɛneː], juh [ju], méh [meː], oláh [ˈolaː], pléh [pleː], rüh [ry]. |
| H    | más esetben                                         | [h]        | hajó [ˈhɒjoː], tehát [ˈtɛhaːt]                                               | Két magánhangzó között [h] helyett egy zöngés glottális réshang ([ɦ]) léphet fel, pl. tehát [ˈtɛɦaːt]. Néhány szóban magas hangrendű magánhangzó mellett kiejtése /ç/ lesz, pl. ihlet [ˈiçlɛt]. |
| I    |                                                     | [i]        | itt [itː], kint [kint], senki [ˈʃɛŋki]                                       | |
| Í    |                                                     | [iː]       | íz [iːz], kígyó [ˈkiːɟoː], rí [riː]                                          | |
| J    |                                                     | [j]        | jég [jeːg], varjú [ˈvɒrjuː], haj [hɒj]                                       | Szó végén zöngétlen zárhangok után egy zöngétlen palatális réshang ([ç]) lép fel, pl: lopj [lopç]. |
| K    |                                                     | [k]        | kutya [ˈkucɒ], eke [ˈɛkɛ], salak [ˈʃɒlɒk]                                    | |
| L    |                                                     | [l]        | ló [loː], sellő [ˈʃɛlːøː], hal [hɒl]                                         | |
| Ly   |                                                     | [j]        | lyuk [juk], melyik [ˈmɛjik], súly [ʃuːj]                                     | Kiejtése teljes egészében megegyezik a j betű kiejtésével. Hagyományos palatális laterális likvida kiejtése ([ʎ]) csak néhány tájszólásban maradt meg. |
| M    | f és v előtt                                        | [ɱ]        | hamvas [ˈhɒɱvɒʃ]                                                             | |
| M    | más esetekben                                       | [m]        | mama [ˈmɒmɒ], rémes [ˈreːmɛʃ], elem [ˈɛlɛm]                                  | |
| N    | g és k előtt                                        | [ŋ]        | kong [koŋg], lankad [ˈlɒŋkɒd]                                                | |
| N    | b, m és p előtt                                     | [m]        | különb [ˈkylømb], énmagam [ˈeːmːɒɡɒm], színpad [ˈsiːmpɒd]                    | |
| N    | f és v előtt                                        | [ɱ]        | különféle [ˈkyløɱfeːlɛ], színvonal [ˈsi:ɱvonɒl]                              | |
| N    | gy, ny és ty előtt                                  | [ɲ]        | ángy [aːɲɟ], magánnyomozó [ˈmɒɡaːɲːomozoː], pinty [piɲc]                     | |
| N    | más esetben                                         | [n]        | nép [neːp], enni [ˈɛnːi], kén [keːn]                                         | |
| Ny   |                                                     | [ɲ]        | nyár [ɲaːr], kenyér [ˈkɛɲeːr], vény [veːɲ]                                   | |
| O    |                                                     | [o]        | orgona [ˈorɡonɒ], sor [ʃor], nono [ˈnono]                                    | Szó végén csak a no és nono szavakban fordul elő. |
| Ó    |                                                     | [oː]       | ól [oːl], bór [boːr], só [ʃoː]                                               | |
| Ö    |                                                     | [ø]        | örül [ˈøryl], kör [kør]                                                      | Szó végén csak a hö, höhö és höhöhö szavakban fordul elő. |
| Ő    |                                                     | [øː]       | őr [øːr], lődöz [ˈløːdøz], kő [køː]                                          | |
| P    |                                                     | [p]        | papír [ˈpɒpiːr], apáca [ˈɒpaːt͡sɒ], kap [kɒp]                                 | |
| Qu   |                                                     | [kv]       |                                                                              | A mai magyar nyelvben csak idegen eredetű nevekben (vagy ritkán, még meg nem honosodott szavakban) fordul elő és csak u-val együtt: Aquincum [ˈakviŋkum]. Meghonosodott szavakban kv kapcsolatot írunk helyette: akvarell [ˈɒkvɒrɛlː]. |
| R    |                                                     | [r]        | répa [ˈreːpɒ], mogyoró [ˈmoɟoroː], sör [ʃør]                                 | |
| S    |                                                     | [ʃ]        | sár [ʃaːr], vese [ˈvɛʃɛ], kés [keːʃ]                                         | |
| Sz   |                                                     | [s]        | szár [saːr], kusza [ˈkusɒ], vész [veːs]                                      | |
| T    |                                                     | [t]        | tőr [tøːr], vétel [ˈveːtɛl], kert [kɛrt]                                     | |
| Ty   |                                                     | [c]        | tyúk [cuːk], latyak [ˈlɒcɒk], lötty [løcː]                                   | |
| U    |                                                     | [u]        | ugat [ˈuɡɒt], sugár [ˈʃuɡaːr], kapu [ˈkɒpu]                                  | A szavak végén csak kevés szóban rövid az u, pl. adu, alku, anyu, apu, áru, bábu, batyu, bizsu, daru, emu, falu, frufru, gyalu, hamu, hindu, kakadu, kapu, kenguru, kenu, lapu, marabu, pertu, ragu, saru, satu, szaru, tabu, vaku, zsalu, zsaru; valamint a becéző alakok: Icu, Pityu stb.                                                         |
| Ú    |                                                     | [uː]       | új [uːj], kúp [kuːp], odú [ˈoduː]                                            | |
| Ü    |                                                     | [y]        | ürü [ˈyry], düh [dyx]                                                        | A szavak végén csak kevés szóban rövid az ü, pl. bürü, eskü, güzü, menü, revü, süsü, ürü stb. |
| Ű    |                                                     | [yː]       | űr [yːr], tűz [tyːz], gyűrű [ˈɟyːryː]                                        | |
| V    |                                                     | [v]        | vas [vɒʃ], káva [ˈkaːvɒ], sav [ʃɒv]                                          | |
| W    |                                                     | [v]        | watt [vɒtː]                                                                  | A mai magyar nyelvben csak idegen eredetű vagy magyar nemesi nevekben (esetleg ritkán, még meg nem honosodott szavakban) fordul elő. Angol nyelvet jól beszélők egy része a w betűt tartalmazó angol szavaknál nem [v]-t, hanem [w]-t ejt. |
| X    |                                                     | [ks], [gz] | xilofon [ˈksilofon], oxigén [ˈoksiɡeːn], textil [ˈtɛkstil], bórax [ˈboːrɒks] | A mai magyar nyelvben csak idegen eredetű nevekben (esetleg ritkán, még meg nem honosodott szavakban) fordul elő. Meghonosodott szavakban ksz vagy gz kapcsolatot írunk helyette: boksz [boks], egzakt [ˈɛgzɒkt]. |
| Y    | a gy, ny, ty betűkben a lágyítójel szerepét játssza | [ʲ]        | agy [ɒɟ], vény [veːɲ], tyúk [cuːk]                                           | |
| Y    | idegen eredetű, még meg nem honosodott szavakban    | [j]        | yard [jard]                                                                  | |
| Y    | más esetekben                                       | [i]        | Ady [ˈɒdi], Batthyány [ˈbɒcːaːɲi]                                            | Régies írású nevekben fordul elő ebben a formában. |
| Z    |                                                     | [z]        | zab [zɒb], vezér [ˈvɛzeːr], víz [viːz]                                       | |
| Zs   |                                                     | [ʒ]        | zsák [ʒaːk], ázsió [ˈaːʒi.oː], bézs [beːʒ]                                   | |

## Hasonulások
A b, d, dz, dzs, g, gy, v, z, zs zöngés mássalhangzót jelölő betűk c, cs, f, h, k, p, s, sz, t, ty zöngétlen mássalhangzó előtt zöngétlenekké válnak, pl.: dobtam [ˈdoptɒm], szívtam [ˈsiːftɒm], pénztár [ˈpeːnstaːr]. Ugyanez visszafelé is érvényes, a zöngétlen hangok (a h kivételével) zöngés hang (kivéve a v-t) előtt zöngéssé válnak, pl.: ketrecben [ˈkɛtrɛd͡zbɛn], pintyből [ˈpiɲɟbøːl], futball [ˈfudbɒlː], de hatvan [ˈhɒtvɒn].
Bizonyos mássalhangzó-kapcsolatokban az első hang hasonul a rá következővel:
- d, gy, t, ty + c, sz → [t͡sː]: metszet [ˈmɛt͡sːɛt], ötödször [ˈøtøt͡sːør], négyszer [ˈneːt͡sːɛr], füttyszó [ˈfyt͡sːoː], átcipel [ˈaːt͡sːipɛl], nádcukor [ˈnaːt͡sːukor];
- d, gy, t, ty + cs, s → [t͡ʃː]: kétség [ˈkeːt͡ʃːeːɡ], fáradság [ˈfaːrɒt͡ʃːsaːɡ], egység [ˈɛt͡ʃːeːɡ], hegycsúcs [ˈhɛt͡ʃːuːt͡ʃ];
- sz, z, zs + s → [ʃː]: egészség [ˈɛɡeːʃːeːɡ], község [ˈkøʃːeːɡ] rozssikér [ˈroʃːikeːr];
- s, sz, z + zs → [ʒː]: vadászzsákmány [ˈvɒdaːʒːaːkmaːɲ], száraz zsömle [ˈsaːrɒʒ‿ʒømlɛ];
- s, z, zs + sz → [sː]: kisszerű [ˈkisːɛryː], rozsszalma [ˈrosːɒlmɒ];
- s, sz, zs + z → [zː]: tilos zóna [ˈtiloz‿zoːnɒ], parázs zene [ˈpɒraːz‿zɛnɛ];
- c + s → [t͡ʃː]: malacság [ˈmɒlɒt͡ʃːaːɡ];
- sz + cs → [ʃt͡ʃ]: halászcsárda [ˈhɒlaːʃt͡ʃaːrdɒ].

Lágy mássalhangzók után álló j megnyújtja az előtte álló hangot:
- d, gy + j → [ɟː]: adja [ˈɒɟːɒ], nagyja [ˈnɒɟːɒ];
- l, ly + j → [jː]: tolja [ˈtojːɒ], folyjon [ˈfojːon];
- n, ny + j → [ɲː]: unja [ˈuɲːɒ], hányja [ˈhaːɲːɒ];
- t, ty + j → [cː]: látja [ˈlaːcːɒ], atyja [ˈɒcːɒ].

Hasonlóan viselkedik a d, t + gy, ty kapcsolat is: hadgyakorlat [ˈhɒɟːɒkorlɒt], nemzetgyűlés [ˈnɛmzɛɟːyːleːʃ], vadtyúk [ˈvɒcːuːk], hat tyúk [ˈhɒc‿cuːk].
Az [l] hang általában beleolvad a rá következő [r] hangba: balra [ˈbɒrːɒ]. A népnyelvben más esetekben is eltűnhet az l, megnyújtva az előtte álló magánhangzót: volt [voːt], polgár [ˈpoːɡaːr].
Többszörös mássalhangzó-kapcsolatokban a középső tag kieshet, vagy a csoporton hasonulás megy végbe, pl.: mindnyájan [ˈmiɲːaːjɒn],  azt hiszem [ˈɒs‿hisɛm], falanxstratégia [ˈfɒlɒŋkʃtrɒteːɡiɒ].

## Nevekben előforduló régies betűkapcsolatok
Az itt megadott kiejtések csak tájékoztató jellegűek, előfordulhat, hogy az adott kapcsolatot a név tulajdonosa sajátságosan ejti ki.

### Magánhangzók
- A: a, aa, aá, áh → [aː]; ä, ae, ai, ay → [ɛ]; áe, ái, áy → [eː]; áë, áï, áÿ → [aːj]; aë, aï, aÿ → [ɒj]; å → [o]; â, åe, åi, åy → [ø]; åë, åï, åÿ → [oj]; au → [uj]
- E: e, ee, eé, éh → [eː]; ei → [ɒj]; eö, ew → [ø]; eö, eő, ew → [øː]; eu → [oj]
- I: i, ié, íh, ii, ií → [iː]; ia → [øː]
- O: o, óh, oo, oó → [oː]; oe, oi, oy → [ø]; óe, ói, óy → [øː]; oë, oï, oÿ, óë, óï, óÿ → [oːj]
- Ö: ö, őh, öö, öő → [øː]
- U: u, úh, uó, uu, uú → [uː]; ua → [oː]; ue, ui, uy  → [y]; úe, úi, úy → [yː]; uë, uï, uÿ → [uj]; úë, úï, úÿ → [uːj]
- Ü: ü, űh, üő, üü, üű → [yː]; üa → [øː]
- Y: y  → [i]; y, ý  → [ji]

### Mássalhangzók
- C: ch, chs, csh, cy, cz → [t͡ʃ]; ck → [k]; cz → [t͡s]
- D: dgy → [ɟː]; ds  → [d͡ʒ]; dsz → [d͡z]; dy → [ɟ]
- G: g,gj  → [ɟ]; gh → [ɡ]
- J: j → [ɟ]
- K: kh → [k]; ky → [c]
- L: l  → [j] vagy [lː]
- M: my → [ɲ]
- N: n  → [ɲ]
- P: ph → [f] vagy [p]
- Q: qu → [kv]
- R: rh → [r]
- S: s → [s] vagy [ʒ]; sch, ss → [ʃ]; sc, ss, sy → [s]; ss → [ʒ]
- T: th → [t]; ts, tsch, tzsch → [t͡ʃ]; tz  → [t͡s]
- W: w → [lv] vagy [v]
- X: x → [kʃ]; xy, xz → [ks]
- Y: y → [j]
- Z: z → [s]; zy → [ʒ]

### Mássalhangzó és magánhangzó kapcsolatok
- G: gy, gÿ  → [ɡi]
- L: ly, lÿ  → [li]
- N: ny, nÿ  → [ɲi] vagy [ni]
- T: ty, tÿ  → [ci] vagy [ti]

### Példák
A következő példákban a vastagon szedett alak a hagyományos írásmódú, míg mellette, nyíllal elválasztva és dőlttel szedve a mai írásmódú alakok láthatók.
Balogh → Balog, Batthyány → Battyányi, Cházár → Császár, Czukor → Cukor, Debrődy → Debrődi, Dessewffy → Dezsőfi, Eötvös → Ötvös, Gaál → Gál, Karczagy → Karcagi, Kassay → Kassai, Madách → Madács, Paal → Pál, Rédey → Rédei, Soós → Sós, Széchenyi → Szécsényi, Thewrewk → Török, Thököly → Tököli, Vargha → Varga, Veér → Vér, Vörösmarty → Vörösmarti, Weöres → Vörös

## Hangsúly
A magyar nyelvben az első szótagon van a hangsúly. Ezen a szavak toldalékolása, illetve összetétele sem változtat. Hosszabb összetett szavak esetében a tagoknak lehet mellékhangsúlyuk, de ekkor is az első szótagon marad a főhangsúly. Néhány rövid szó – a, az, egy, is – hangsúlytalan lehet.